# Азиатска футболна конфедерация
Азиатската футболна конфедерация (на английски: Asian Football Confederation), познато повече като АФК (от съкращението AFC), е административният и ръководен орган на азиатския футбол. Член е на Международната футболна федерация (ФИФА).
Основана е в Манила, столицата на Филипините, на 8 май 1954 г. Седалището ѝ се намира в Куала Лумпур, Малайзия.
Организацията администрира и контролира футболните структури на страните от континента. Страни, които имат територия в Европа и Азия, са членове на УЕФА (Азербайджан, Армения, Грузия, Казахстан, Русия и Турция). Израел също е член на УЕФА, макар че се намира изцяло в Азия. От друга страна, Австралия, бивша членка на ФКО, е част от АФК от 2006 г. Гуам, който е територия на САЩ, също е член на конфедерацията.

## Настоящи страни-членки
- Австралия
- Афганистан
- Бангладеш
- Бахрейн
- Бруней
- Бутан
- Виетнам
- Гуам
- Източен Тимор
- Индия
- Индонезия
- Ирак
- Иран
- Йемен
- Йордания
- Камбоджа
- Катар
- Киргизстан
- Китай
- Кувейт
- Лаос
- Ливан
- Макао
- Малайзия
- Малдиви
- Мианмар
- Монголия
- Непал
- ОАЕ
- Оман
- Пакистан
- Палестина
- Саудитска Арабия
- Северна Корея
- Северни Мариански острови
- Сингапур
- Сирия
- Таджикистан
- Тайван
- Тайланд
- Туркменистан
- Узбекистан
- Филипини
- Хонконг
- Шри Ланка
- Южна Корея
- Япония

## Бивши страни-членки
- Израел (1954 – 1974); присъединява се към УЕФА през 1994 г.
- Казахстан (1998-2002); присъединява се към УЕФА през 2002 г.

## Участия в световни първенства
Последна актуализация: 26 юли 2021

- 11 - Южна Корея
- 7 - Япония
- 6 - Иран, Саудитска Арабия
- 4 - Австралия
- 2 - Северна Корея
- 1 - Ирак, ОАЕ, Китай, Кувейт, Индонезия, Израел, Катар